# Comuna Agigea, Constanța
Agigea este o comună în județul Constanța, Dobrogea, România, formată din satele Agigea (reședința), Lazu, Sanatoriul Agigea și Stațiunea Zoologică Marină Agigea.

## Așezare
Comuna Agigea este situată în extremitatea sud-estică a României, învecinându-se la nord cu municipiul Constanța, la sud cu orașul Eforie, iar la est cu Marea Neagră. Suprafața cuprinsă între aceste limite administrative este de 4.528 ha. În comună se termină autostrada A4, care ocolește Constanța pe la vest, ea descărcând traficul chiar lângă satul Lazu în șoseaua națională DN39, care leagă Constanța de Mangalia și mai departe spre Balcic (Bulgaria). La Agigea, din această șosea se ramifică șoseaua națională DN38 care duce spre sud-vest la Negru Vodă și mai departe în Bulgaria spre Dobrici.

## Clima
Sub aspectul agroclimatic comuna Agigea se încadrează în zona I, cu climă „caldă-secetoasă”.
Valoarea ridicată a resurselor termice favorizează cultivarea, în principal, a cerealelor, plantelor tehnice și industriale, dar și a culturilor de viță-de-vie sau fructifere.

## Demografie
Componența etnică a comunei Agigea
     Români (78,66%)
     Tătari (3,94%)
     Alte etnii (1,32%)
     Necunoscută (16,07%)
Componența confesională a comunei Agigea
     Ortodocși (72,64%)
     Musulmani (5,69%)
     Penticostali (2,11%)
     Alte religii (2,29%)
     Necunoscută (17,27%)
Conform recensământului efectuat în 2021, populația comunei Agigea se ridică la 8.722 de locuitori, în creștere față de recensământul anterior din 2011, când fuseseră înregistrați 6.992 de locuitori. Majoritatea locuitorilor sunt români (78,66%), cu o minoritate de tătari (3,94%), iar pentru 16,07% nu se cunoaște apartenența etnică. Din punct de vedere confesional, majoritatea locuitorilor sunt ortodocși (72,64%), cu minorități de musulmani (5,69%) și penticostali (2,11%), iar pentru 17,27% nu se cunoaște apartenența confesională.

## Politică și administrație
Comuna Agigea este administrată de un primar și un consiliu local compus din 15 consilieri. Primarul, Cristian-Maricel Cârjaliu[*], de la Partidul Social Democrat, este în funcție din 2008. Începând cu alegerile locale din 2024, consiliul local are următoarea componență pe partide politice:
|  | Partid                          | Consilieri | Componența Consiliului | Componența Consiliului | Componența Consiliului | Componența Consiliului | Componența Consiliului | Componența Consiliului | Componența Consiliului | Componența Consiliului |
|  | ------------------------------- | ---------- | ---------------------- | ---------------------- | ---------------------- | ---------------------- | ---------------------- | ---------------------- | ---------------------- | ---------------------- |
|  | Partidul Social Democrat        | 8          |                        |                        |                        |                        |                        |                        |                        |                        |
|  | Alianța pentru Agigea           | 6          |                        |                        |                        |                        |                        |                        |                        |                        |
|  | Alianța pentru Unirea Românilor | 1          |                        |                        |                        |                        |                        |                        |                        |                        |

## Istorie
La sfârșitul secolului al XIX-lea, comuna nu exista, satele ei intrând în componența comunei Techirghiol din plasa Constanța a județului Constanța. În 1925, Anuarul Socec consemnează satele Agigea și Lazmahale în comuna Hasiduluc.
După Al Doilea Război Mondial, satele Agigea și Lazu au format comuna Agigea, o suburbie a Constanței, dar în 1968 au redevenit sate componente ale Techirghiolului, oraș ce aparținea municipiului Constanța. Comuna Agigea a fost înființată drept comună de sine stătătoare în cadrul județului Constanța în 1989.

## Descrierea stemei
Stema comunei Agigea se compune dintr-un scut triunghiular cu marginile rotunjite.
În câmp albastru se află un soare de aur, un pod de argint suspendat pe cabluri, iar în vârful scutului se află valuri de argint.
Scutul este trimbrat de o coroană murală de argint cu un turn crenelat.

##### Semnificațiile elementelor însumate
Soarele este simbol al prosperității, curajului și al demnității locuitorilor.
Podul semnifică construcția care traversează Canalul Dunăre-Marea Neagră.
Valurile de argint simbolizează capătul dinspre litoral al Canalului Dunăre-Marea Neagră, precum și deschiderea acestuia la mare.
Coroana murală cu un turn crenelat semnifică faptul că localitatea are rangul de comună.
Centrul de emisie Agigea (1458 kHz)